# Rødekro Station
Rødekro Station er en dansk jernbanestation i Rødekro på Fredericia-Padborg-banen.
I 1996 blev der lagt dobbeltspor mellem Vojens og Tinglev, strækningen fik ATC og blev elektrificeret. El-driften startede i 1997.

## Historie
Strækningen Padborg-Vojens blev åbnet 1. oktober 1864. Rødekro blev jernbaneknudepunkt 12. september 1868, da sidebanen Rødekro-Aabenraa blev indviet. Persontrafikken på denne strækning blev indstillet 23. maj 1971, men godstrafikken fortsatte til begyndelsen af 1990'erne.
Rødekro Station fik også en kortvarig forbindelse mod vest, da Rødekro-Løgumkloster-Bredebro Jernbane blev indviet 2. oktober 1927. Det gav mulighed for at køre gennemgående tog Aabenraa-Bredebro, men de blev ikke benyttet meget, så "Klosterbanen" blev nedlagt allerede 15. maj 1936.